# Enciclopedia Universo
L'Enciclopedia Universo è un'enciclopedia generalista pubblicata tra il 1962 e la fine degli anni settanta dall'Istituto Geografico De Agostini.
Era composta da 12 volumi stampati a colori su carta patinata con le circa 15.000 voci ordinate alfabeticamente e uno o 2 volumi di appendice (secondo l'edizione) con l'indice delle voci integrato da un dizionario. La copertina rigida era in rosso carminio. Le quarte di copertina dei fascicoli potevano essere raccolte a parte per formare il "Museo della Pittura di Universo".
Direttori dell'opera sono stati Achille ed Adolfo Boroli con Angelo Conterio vicedirettore.